# Кривоозёрки
Кривоозёрки — село в Аксубаевском районе Татарстана, центр Кривоозерского сельского поселения.

## История
Основано в середине XVIII века. Упоминается в «Списке селений Казанской губернии за 1770-е годы» значится: «Деревня Кривоозерки при большой Сульче, жители в ней помещичьи крестьяне, высланные из разных деревень». 

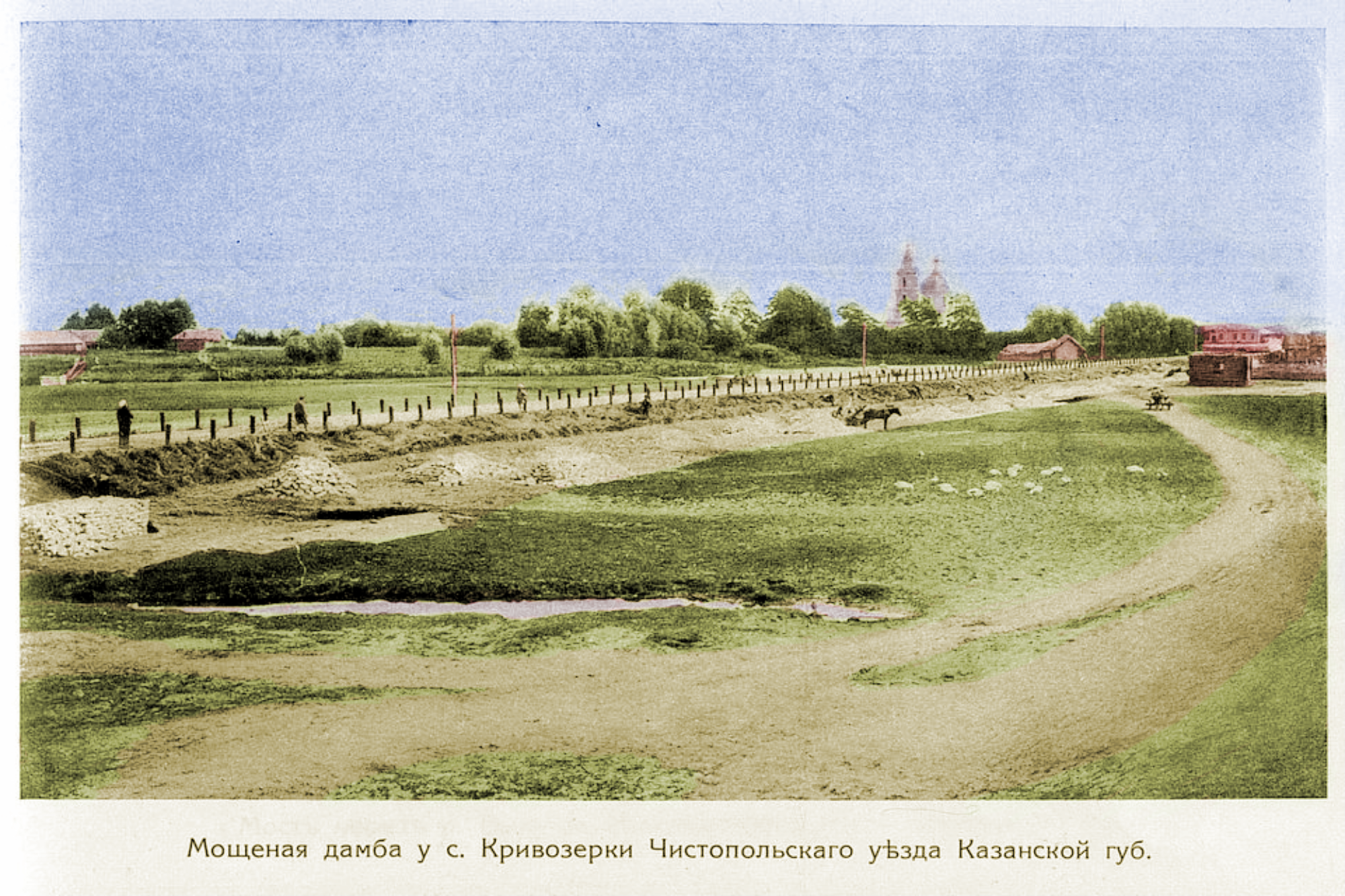
Кривоозёрки 1912

В 1874 году в Кривоозёрках открыто земское училище, в 1905 году построена каменная церковь (в в настоящее время в ней располагается дом культуры).

## Экономика
Основная сфера занятости населения — сельское хозяйство.

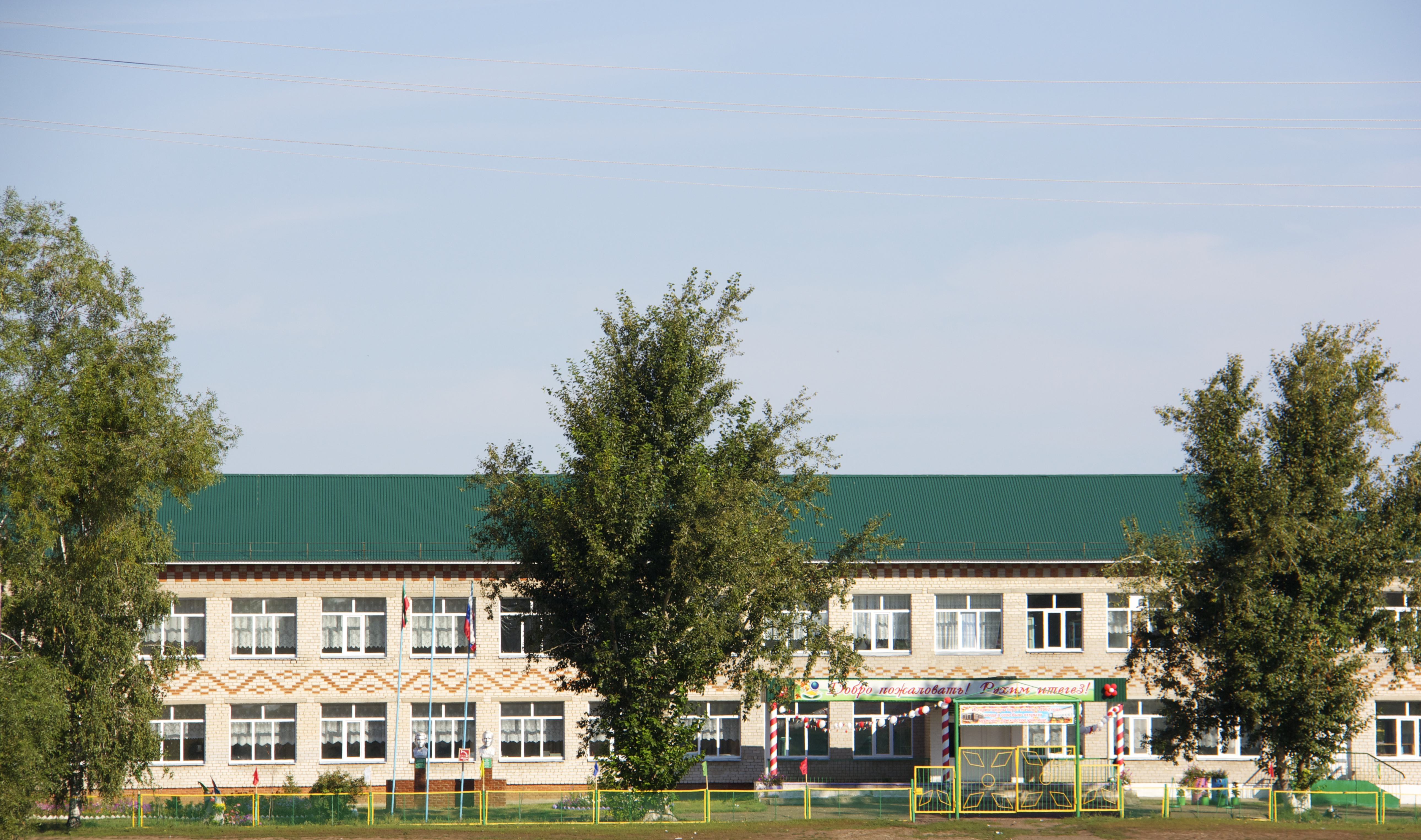
Кривоозерская средняя школа
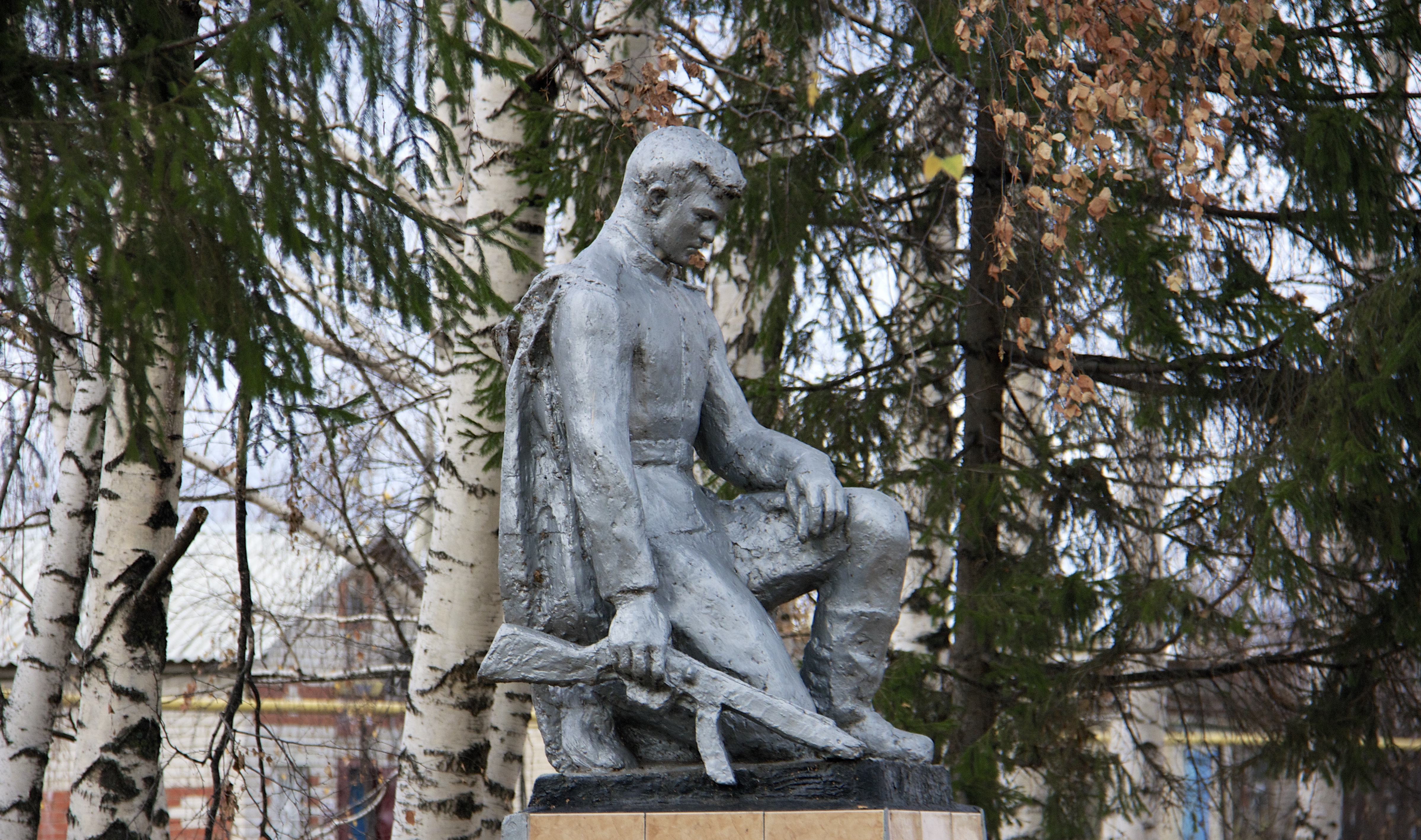
Памятник войну-освободителю

В селе расположены средняя школа, детский сад, отделение связи.

## Демография
| Население |      |      |      |      |      |      |      |      |      |      |      |      |
| 1859      | 1897 | 1908 | 1920 | 1926 | 1938 | 1949 | 1958 | 1970 | 1979 | 1989 | 2002 | 2010 |
| 767       | 1319 | 1660 | 1504 | 1244 | 1280 | 891  | 701  | 707  | 707  | 490  | 469  | 401  |

Основная национальность (по состоянию на 1989 год): русские.

## Климат
Климат умеренный континентальный. Тип климата по классификации Кёппена — Dfb. Среднегодовая температура — 4,6 °C.
| Показатель                                                                                 | Янв.  | Фев.  | Март | Апр. | Май  | Июнь | Июль | Авг. | Сен. | Окт. | Нояб. | Дек. | Год |
| ------------------------------------------------------------------------------------------ | ----- | ----- | ---- | ---- | ---- | ---- | ---- | ---- | ---- | ---- | ----- | ---- | --- |
| Средняя температура, °C                                                                    | −10,6 | −10,6 | −5,5 | 5,3  | 14,3 | 19,2 | 20,9 | 18,5 | 12,9 | 5    | −4,1  | −9,8 | 4,6 |
| Источник: NASA. База данных RETScreen. www.retscreen.net. Дата обращения: 11 февраля 2023. |       |       |      |      |      |      |      |      |      |      |       |      |     |

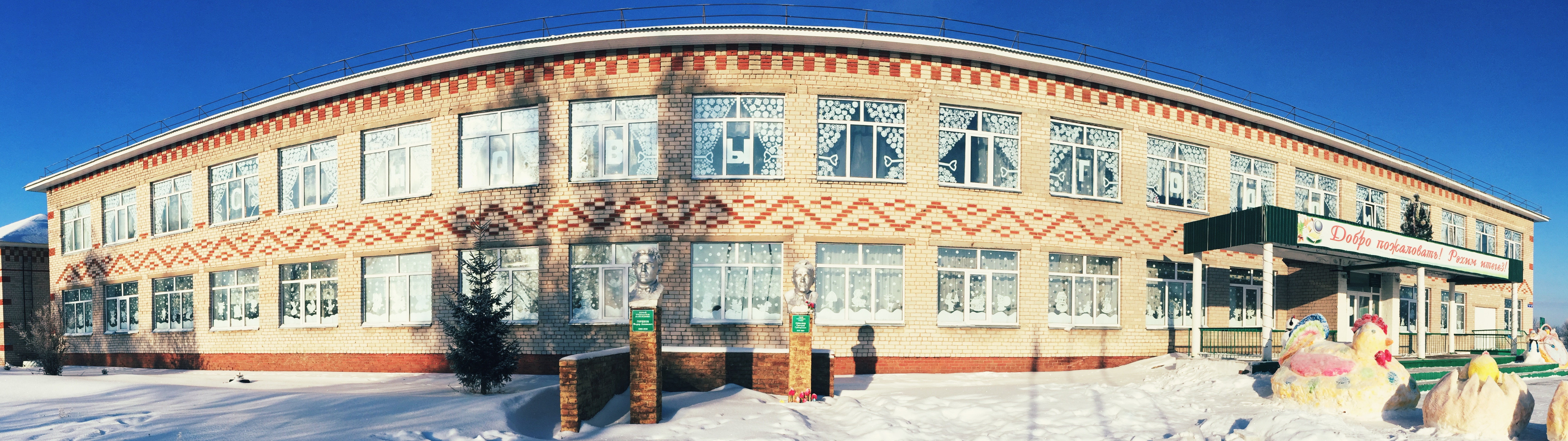
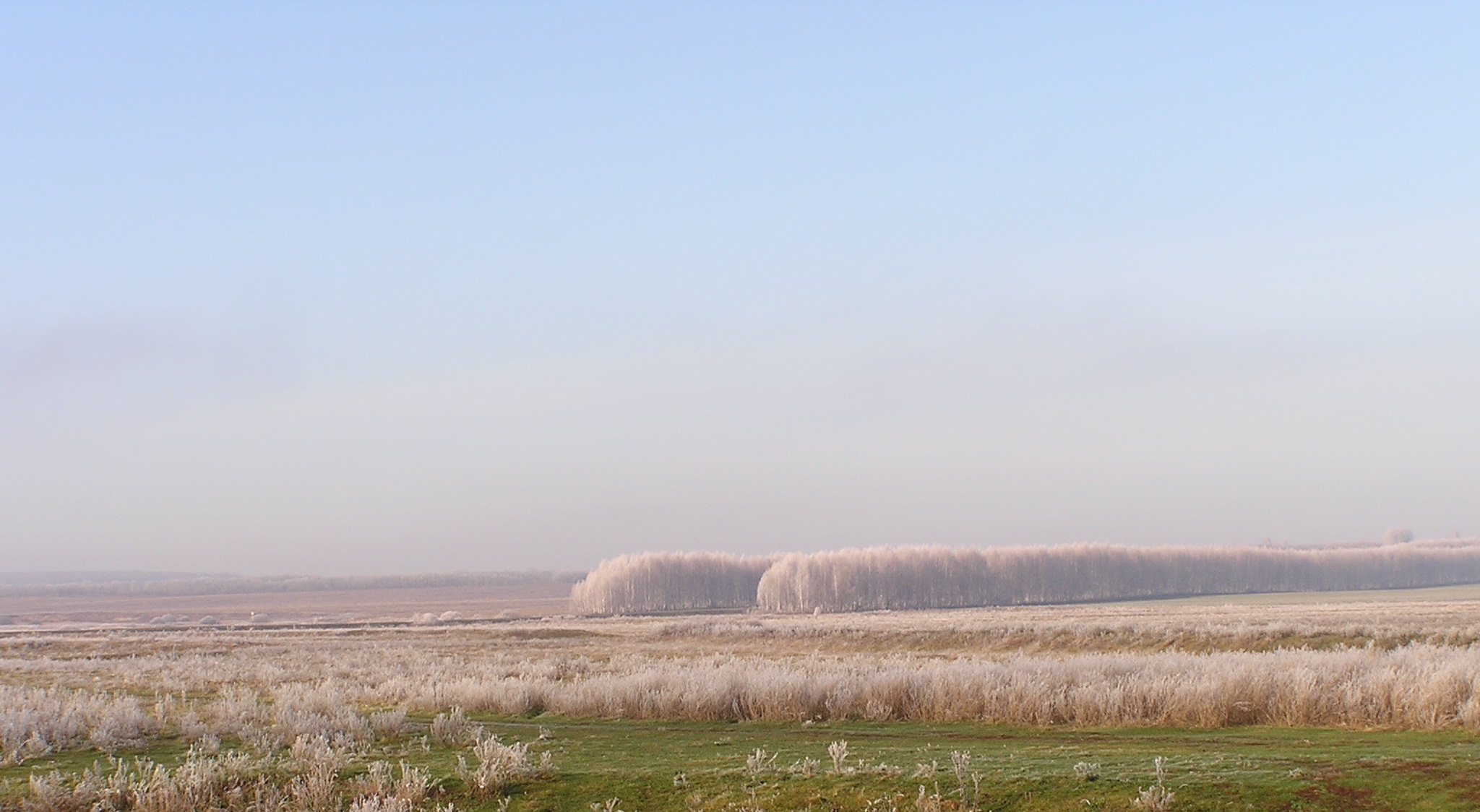
Посадки вдоль дороги к селу. Вид из села
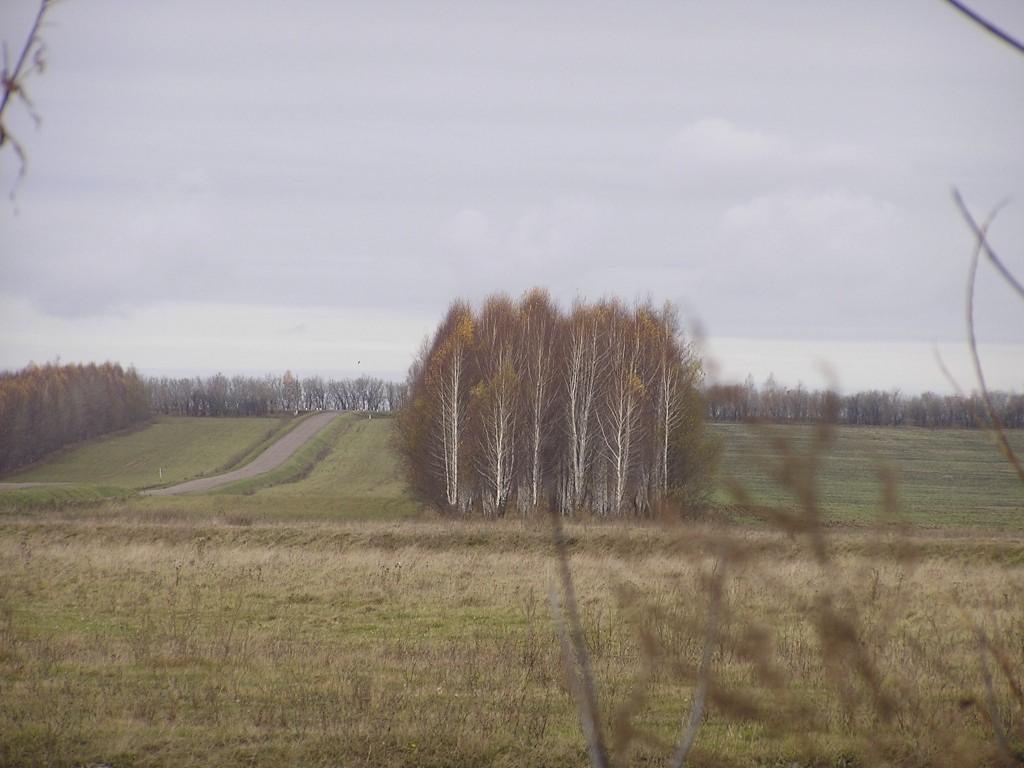
Посадки вдоль дороги к селу
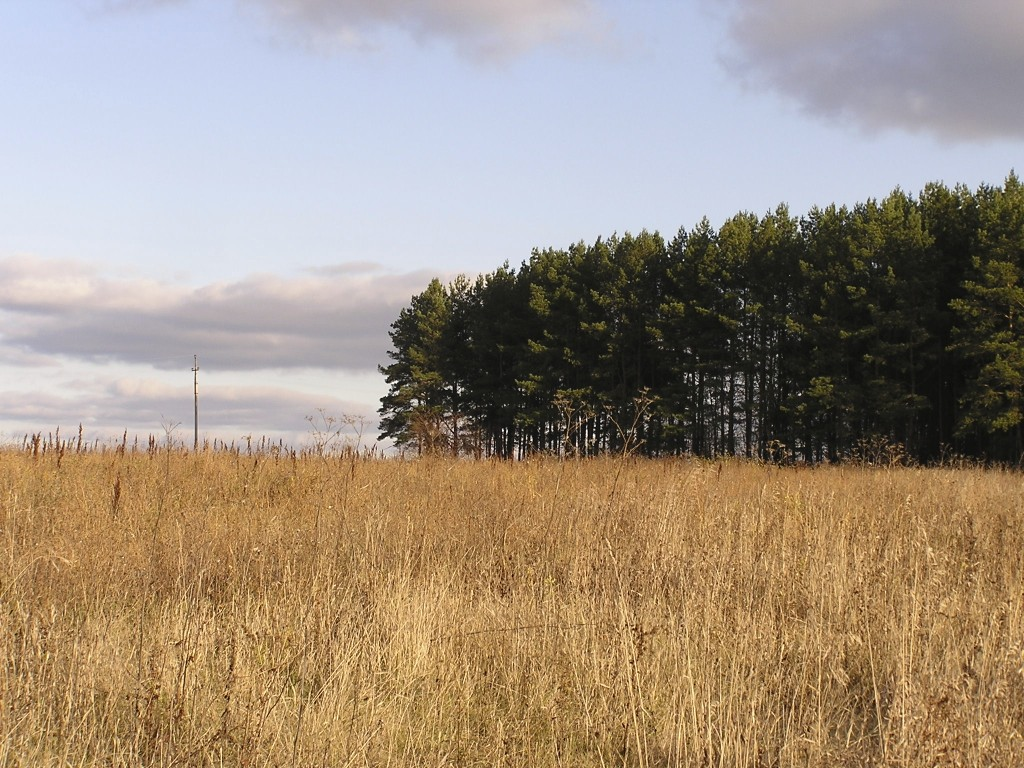
Лес заказник рядом с селом
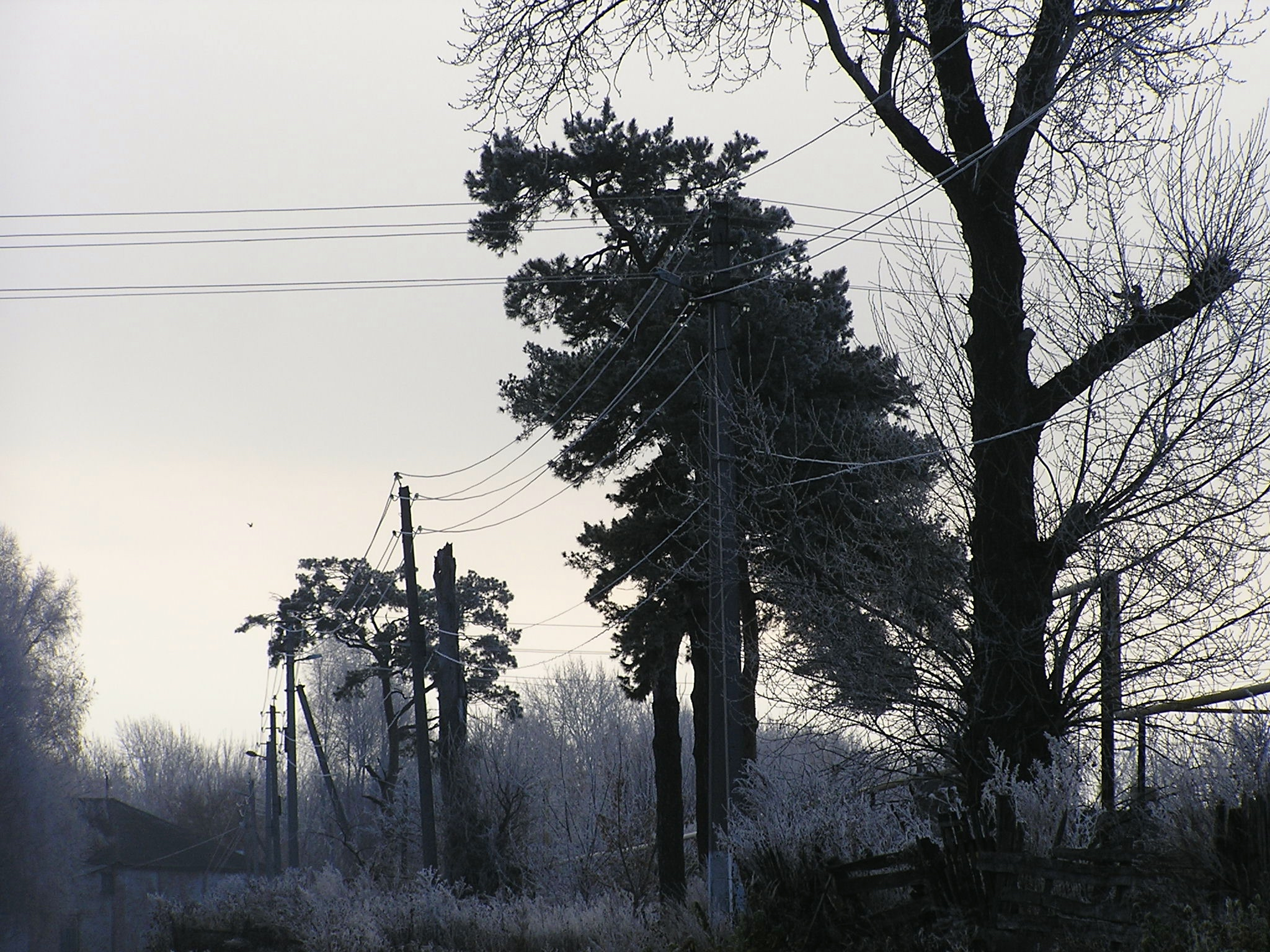
Старые сосны в центре села
Река Малая Сульча. Панорамное фото
Река Малая Сульча под другим ракурсом

## Известные жители
- Уроженец села Григорий Григорьевич Романов (1907—1987) удостоен звания Героя Советского Союза «за образцовое выполнение боевых заданий командования». После войны занимался партийной работой, возглавлял Аксубаевский и Елабужский райкомы, был депутатом Верховного Совета СССР[5].
- Васильев, Валерий Николаевич — Член Совета Федерации РФ.
- Крайнов, Юрий Дмитриевич (4 апреля 1937 года, — 21 августа 2002) — советский и российский инженер, участник создания стратегических ракетных комплексов подводных лодок ВМФ СССР (ГРЦ им. академика В. П. Макеева).
- Гаев, Борис Александрович (1905—1974) — советский инженер-конструктор.